# Gunnar Heiberg
Gunnar Heiberg est un écrivain, journaliste, essayiste et auteur dramatique norvégien né en 1857 et mort en 1929. Cet homme de théâtre, dramaturge complet de l'amour, moraliste à rebours est un rationaliste sceptique qui veut provoquer et choquer par son art. Il est pourtant resté dans l'ombre médiatique des grands maîtres de son époque.
Homme de parti passionné par l'indépendance norvégienne au côté de Henrik Ibsen, il participe mieux que lui à l'exaltante lutte en faveur de l'émancipation féminine et sait également pourfendre la phraséologie des politiciens radicaux. Ces pièces à l'atmosphère subtile laissent émerger un flot de puissances obscures et primitives bousculant les conventions sociales. Elles allient la sureté à l'élégance des répliques. Le lyrisme tournant à l'emphase rappelle étonnamment l'art boulevardier français de cette époque : Gunnar Heiberg a longtemps vécu en France, et surtout à Paris qui fut son point d'attache avant la Belle Époque.

## Formation
Le collégien et étudiant est un précoce observateur de la percée moderne, ou Genombrott qui fait connaître un retentissant succès à la littérature de son pays après 1875 après la découverte européenne de Bjørnstjerne Bjørnson. Le jeune auteur néo-romantique s'inspire de Byron, de Shelley tout en suivant les pas de Henrik Wergeland. Il conserve une admiration de jeunesse pour Johan Sverdrup et Georg Brandes, mais reste mal à l'aise au milieu du naturalisme triomphant des années 1880. Il adore surtout la vie, la beauté, l'esprit humain libérateur. Peut-être n'aime-t-il pas se heurter de front aux préoccupations sociales ? Il biaise alors avec subtilité et se revèle un excellent auteur comique en un prompt début de carrière : Tante Ulrike met en scène une féministe convaincue, à la fois sympathique et ridicule. cette pièce s'oppose à la respectabilité bourgeoise qu'il est de bon ton d'afficher à Christiana. Son succès le fait reconnaître comme un disciple léger de Henrik Ibsen, il obtient quelques années plus tard un prestigieux poste de directeur de théâtre à Bergen qui a été occupé précédemment par Henrik Ibsen et Bjørnstjerne Bjørnson.

## L'homme de théâtre
Ses pièces de sa maturité orchestrent un progressif passage vers le symbolisme qui n'est pas sans rappeler l'art décadent d'Europe occidentale. Le roi Midas attaque le fanatisme moraliste et autoritaire et défend somme toute une sainte relativité et un  droit de conduire sa vie selon ses goûts. Quelques critiques norvégiens ont voulu relever une vigoureuse attaque contre le volontaire chef de file du champ littéraire norvégien : Bjørnstjerne Bjørnson ne serait qu'un roi Midas, créature autoritaire aveuglé par les principes dominant du moment, donnant le do et le la à tous les jeunes créateurs et interprètes artistes en oubliant la tonalité vivante de la réalité. C'est sans doute démultiplier à l'excès une pique pour affirmer une saine indépendance, mais les sourcilleux défenseurs du maître, tenaillés par le doute devant quelques allusions de comportement évidentes, ont contraint Gunnar Heiberg, son propre successeur au théâtre national de Bergen, à mettre en scène la pièce dans un petit théâtre privé.
À partir de ce moment, nul critique ne se hasarde à le placer sous l'influence d'un grand maître. Il est catalogué en dramaturge lyrique, responsable de sa seule et libre expression. Paraît Le Balcon en 1894, sa pièce la plus jouée et la plus lue, qui est une campagne menée contre l'hypocrisie en matière sexuelle. Avocat lyrique de l'amour libre, Gunnar Heiberg n'oublie pas qu'il a été un fervent défenseur du tableau de la bohème libre de Hans Jaeger. Il n'esquive ni la cruauté impitoyable ni la souffrance en amour. Il ne se leurre pas sur l'irrémédiable conflit entre ce qu'il appelle l'attirance naturelle ou instinctive des corps et ce qui constitue l'esprit et la culture d'un même milieu de vie, souvent décisive en dernier appel. Il montre toujours un esprit radical qui manipule l'idée aux termes ultimes de ses conséquences.
Avec Le Conseil du Peuple, l'écrivain ridiculise le parlementarisme démocratique, imposant des divisions et un verbalisme creux. Le Lit de la parade en 1913 est une véritable satire de l'utilisation de la mort d'un homme illustre à des fins lucratives. Et là, bien plus sûrement qu'au temps du roi Midas, il pensait à l'après-trépas de ses deux illustres prédécesseurs.
Aussi il serait injuste de ne voir en lui qu'un auteur mineur. Conseiller littéraire chaleureux et généreux, écrivain maîtrisant un art du théâtre raffiné avec un soupçon de gouaille presque parisienne, Gunnar Heiberg annonce par beaucoup d'aspects l'évolution de la littérature et de la vie norvégienne alors que, bien avant 1900, les grandes figures vieillissante ne vivent que de la reconnaissance des innovations passées. L'héritier reconnaissant, juché sur les épaules des anciens maîtres, sait d'ailleurs rendre hommage dans ses articles et essais à ce qu'ils ont apporté sur la scène et au-delà à la littérature norvégienne.

### Engagements politiques
Heiberg, étant un fervent républicain, ne voulait pas qu’une nouvelle monarchie monte sur le trône. Cela se produisit malgré tout, à la suite du plébiscite sur la monarchie norvégienne, en 1905. Des recueils de discours sur tous ces sujets ont été publiés en 1923 sous le titre 1905. En 1912, Heiberg attaqua Christian Michelsen, un autre républicain, qui œuvra à dissoudre l’union mais préconisa la monarchie dans la pièce Jeg vil værge mit land (en français Je vais/veux défendre mon pays).

## Œuvres
- Tante Ulrikke, comédie de 1883 jouée en 1884.
- Scène de nuit, 1890.
- Le Roi Midas, traduction de Kong Midas, 1890.
- Artistes, 1893.
- Le Jardin de Gort, comédie 1894.
- Le Balcon, traduction de Balkonen, comédie 1894.
- Le Gros Kot, 1895.
- Le Conseil du Peuple, 1897.
- L'Amour pour le prochain, 1902.
- La Tragédie de l'amour, Kjaerlighedens tragedie, 1904.
- Je veux défendre mon pays ou Je veux défendre ma patrie, 1912.
- Le Lit de la parade, 1913.

Essais :
- Lettre de Paris, 1900.
- Vu et entendu, 1917.
- Ibsen et Bjørnson sur la scène, 1918.